# Hessische Apfelwein- und Obstwiesenroute

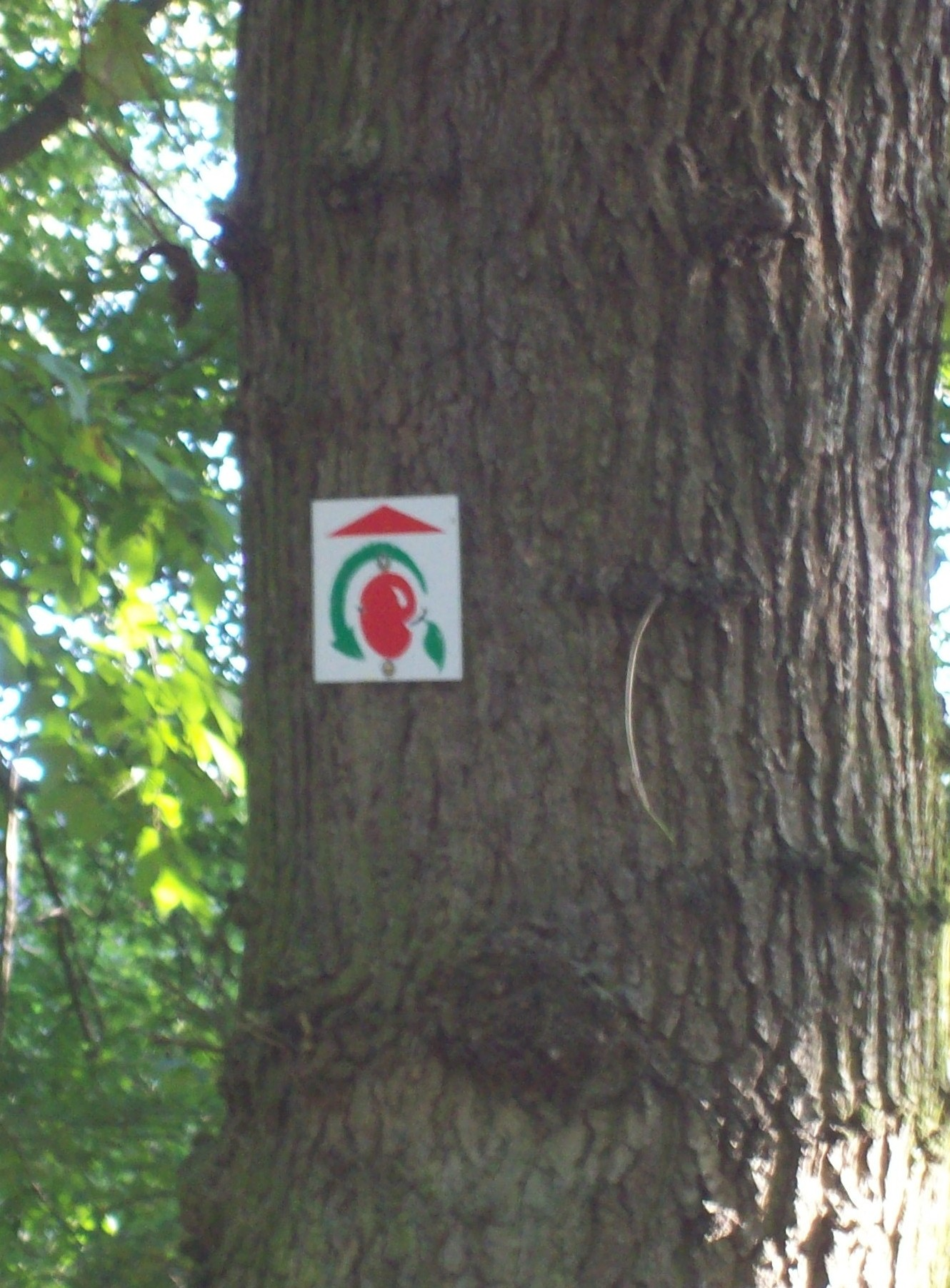
Das Logo der Obstwiesenroute: Ein Apfel. Hier mit Richtungspfeil als Wegweiser

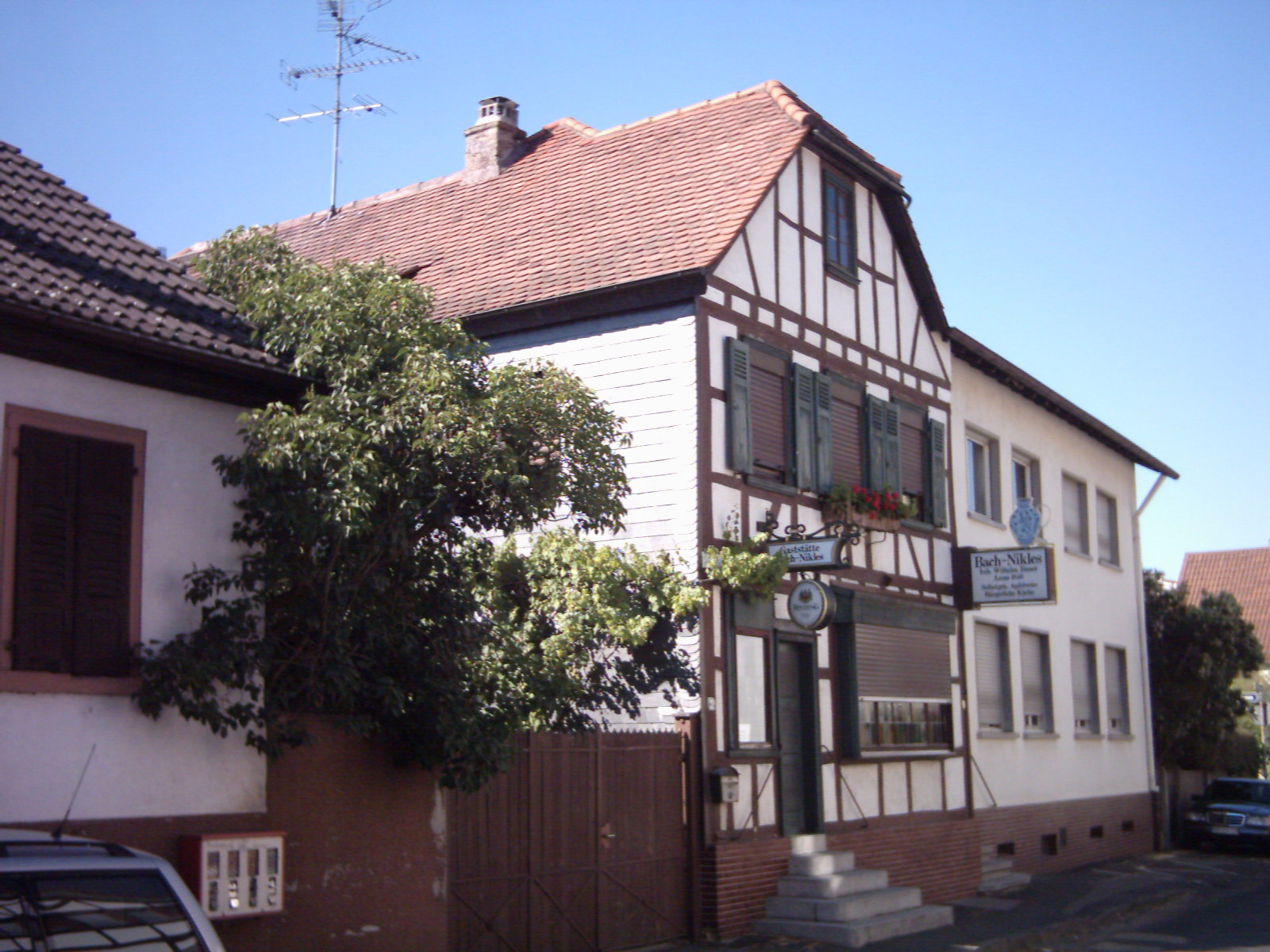
Die Gaststätte „Bach-Nikles“ in Offenbach-Bieber ist ein typisches Apfelweinlokal entlang der Apfelweinroute

Die Hessische Apfelwein- und Obstwiesenroute, auch „Apfelweinweg“, ist ein Rad- und Wanderweg in Hessen und umfasst ein Wegenetz von ca. 1000 km. Die Hessische Apfelwein- und Obstwiesenroute wurde 1995 im Main-Taunus-Kreis gegründet.
Die Route ist unterteilt in sechs Regionalschleifen und führt den Wanderer vorbei an Streuobstwiesen, Apfelweinlokalen und Apfelweinkeltereien. Die Wege sind mit dem einheitlichen Logo, dem roten Apfel im grünen Pfeil, gekennzeichnet. Die am Weg gelegenen zur Apfelweinroute gehörenden Gaststätten sind ebenfalls damit gekennzeichnet. Wanderkarten sind über die Kommunen oder über die mitmachenden Partnerbetriebe erhältlich, die einzelnen Teilrouten können überall begonnen werden. Als gemeinsame Informationsbroschüre wird regelmäßig der „Apfelbot“ herausgegeben. In den einzelnen Regionen werden Veranstaltungen, Ausflüge und Führungen zu Apfelwein-Themen angeboten. 
Die Hessische Apfelwein- und Obstwiesenroute ist nicht zu verwechseln mit der in Steinheim beginnenden Hessischen Apfelweinstraße.  

## Regionalschleifen
1. Zwischen Main und Taunus:[2] Frankfurt am Main und Teile des Hochtaunuskreises
2. Stadt und Landkreis Offenbach,[3] 35 km Länge
3. Main-Kinzig
4. Landkreis Gießen
5. Wetterau
6. Odenwald: Darmstadt, Landkreis Darmstadt-Dieburg, Kreis Groß-Gerau, Odenwaldkreis und Landkreis Bergstraße
7. Landkreis Marburg-Biedenkopf und Vogelsbergkreis